# 1679
1679 (MDCLXXIX) a fost un an obișnuit al calendarului gregorian, care a început într-o zi de vineri.

## Arte, științe, literatură și filozofie
- Complexul arhitectural Cotroceni. Mănăstire și palat din București. Mănăstirea a fost construită între 1679-1681 în timpul lui Șerban Cantacuzino. În 1888, principele Carol I a ridicat aici un palat în care și-a stabilit reședința. Între 1949-1976 a funcționat Palatul Pionierilor. Din 1990 palatul este sediul președinției României, iar în aripa veche funcționează Muzeul Național Cotroceni.

## Nașteri
- 27 ianuarie: Karl al III-lea Wilhelm, Margraf de Baden-Durlach (d. 1738)

## Decese
- 14 ianuarie: Jacques de Billy, 76 ani, matematician francez, preot iezuit (n. 1602)
- 5 februarie: Joost van den Vondel, 91 ani, poet, prozator și dramaturg olandez (n. 1587)
- 6 februarie: Margherita de' Medici, 66 ani, Ducesă consort de Parma și Piacenza  (n. 1612)
- 4 aprilie: Christian Hoffmann von Hoffmannswaldau, 62 ani, poet german (n. 1616)
- 5 aprilie: Anne Genevieve de Bourbon, Ducesă de Longueville, 59 ani (n. 1619)
- 26 mai: Ferdinand Maria, Elector de Bavaria, 42 ani (n. 1636)
- 4 decembrie: Thomas Hobbes, 91 ani, filosof englez (n. 1588)
- 18 decembrie: Johann Frederic, Duce de Brunswick-Lüneburg, 54 ani (n. 1625)
- 31 decembrie: Giovanni Alfonso Borelli, 71 ani, fiziologist, fizician, matematician și astronom italian (n. 1608)